# Замок Галгорм
Замок Галгорм (англ. Galgorm Castle) — один із замків Ірландії, розташований на території графства Антрім, Північна Ірландія. Замок Галгорм є одним із замків побудованих в стилі епохи короля Англії Якоба І. Замок пов'язаний з подіями 1607 року — року коли була знищена незалежність останніх ірландських королівств і відбулась так звана «Втеча графів» — втеча з Ірландії ірландської аристократії.

## Історія замку Галгорм
Замок Галгорм є одним з найкращих замків в Ірландії збудованих в так званому «якобітському» архітектурному стилі — стилі архітектури часів короля Англії Якоба І. У травні 1607 року король Англії Яків I підтвердив грамотою, що ці землі належать відому ірландському ватажку Рорі Огу Мак Квілаллану, додавши при цьому: «Жоден капітан цієї раси ніколи не помер у своєму ліжку».
Сер Файтфул Фортеск'ю (Фортеск'ю Чесний) (нар. 1585 року) був племінником сера Артура Чічестера. Він абсолютно не виправдовував своє прізвисько «Чесний», навпаки, був протилежний йому. Він конфліктував з багатьма шляхетними людьми свого часу, захопив землю, обдурив її загонного власника Рорі Ога Мак Квіллана і почав будувати на цій землі замок Галгорм у 1618 році. Цей же сер Файтфул Фортеск'ю під час громадянської війни на Британських островах (так званої «Війни Трьох Королівств») під час битви під Едгілл перейшов на іншу сторону — від прибічників парламенту до роялістів. Але забув про це попередити своїх людей і вони не зняли помаранчеві стрічки і були порубані кавалерією «своїх».
Герцог Вюртенберг після битви на річці Бойн розмістив у замку Галгорм свій штаб.
Намагаючись швидко отримати якісь прибутки сер Файтфул Фортеск'ю продав замок і маєтки сумновідомому доктору Олександру Колвіллу, що був алхіміком, і як стверджували місцеві жителі і як говорить легенда, займався чорною магією, був чаклуном і продав душу дияволу в обмін на золото та знання. Згідно переказів, деякі з яких задокументовані портрет доктора Олексендра Колвілла не може покинути замок Галгорм, інакше трапляються страшні нещастя. Привид доктора Олександра Колвілла досі живе в замку, ночами чути його кроки в кімнатах замку. В інші ночі, коли кроків в замку не чути, примарне світло мерехтить в парку біля замку. Це доктор Колвілл шукає свій скарб, який він втратив більше 300 років тому.
Замок Галгорм та маєток купив у 1850 році Янг — багатий купець, що торгував тканинами та білизною. Його двоюрідний брат — сер Роджер Кейсмент жив тут протягом шести років, в той час як він навчався в академії Баллімена.
Родина Янг періодично жила в цьому замку і в 1865 році в замку Галгорм народився відомий ірландський вчений Роуз Янг.
У 1980 році Крістофер Брук і його родина успадкував замок та маєток Галгорм, почав вкладати кошти, щоб перетворити замок і маєток Галгорм в один із найкращих маєтків Ольстера.